# Фернандес, Хосе Луис
Хосе Луис Фернандес (исп. José Luis Fernández; род. 26 октября 1987, Сьюдадела) — аргентинский футболист, полузащитник. Ныне выступает за аргентинский клуб «Атлетико Альварадо».

## Клубная карьера
Хосе Луис Фернандес начинал карьеру футболиста в «Расинге» из Авельянеды. 31 мая 2008 года он дебютировал в аргентинской Примере, выйдя в основном составе в гостевом матче с «Индепендьенте». 9 ноября того же года Фернандес забил свой первый гол на высшем уровне, открыв счёт уже на первой минуте гостевого поединка против «Сан-Мартина» из Тукумана.
В начале 2011 года вингер перешёл в португальскую «Бенфику», но проведя за неё лишь несколько официальных матчей, спустя полгода был отдан в аренду аргентинскому «Эстудиантесу». Первую половину 2012 года Фернандес на правах аренды провёл за аргентинский «Годой-Крус», а вторую — за португальский «Ольяненсе». В начале 2013 года он вернулся в «Годой-Крус», спустя полгода подписав с ним полноценный контракт.
В середине января 2015 года Хосе Луис Фернандес перешёл в «Росарио Сентраль», подписав четырёхлетний контракт.

## Карьера в сборной
Хосе Луис Фернандес был вызван в сборную Аргентины на игру против Гаити. В том матче все игроки команды, которую тогда тренировал Диего Марадона, представляли чемпионат Аргентины. Фернандес вышел на поле на 60-й минуте того поединка, заменив Ариэля Ортеги.